# Kiwix
Kiwix是一款自由开源的离线浏览器，由Emmanuel Engelhart和Renaud Gaudin于2007年创建。它最初推出时用于离线访问维基百科，但后来扩展到包括维基媒体基金会的其他项目、古腾堡计划的公共领域文本、Stack Exchange站点等许多资源。目前已经涵盖超过100多种语言。

## 概述
Kiwix用于在没有互联网连接、接入过慢、网络受到审查等情况下正常访问网页内容。
用户需要安装客户端或浏览器扩展，并预先下载内容，随后才可进行离线阅览。Kiwix使用名为ZIM的文件格式编制内容索引并压缩。同时提供全文搜索、标签导航以及将文章导出为PDF和HTML等功能。
除了使用官方客户端阅览内容，Kiwix也允许将ZIM文件作为网站运行，供同一局域网内的其他设备访问。

## 可用内容
Kiwix目前可用的中文内容有:
- 所有维基媒体基金会旗下的项目，如维基百科、维基文库、维基导游、维基学院等。
- 古腾堡计划
- WikiHow
- IFixit
- PhET 互動式模擬教材